# Cyoceraphron africanus
Cyoceraphron africanus är en stekelart som beskrevs av Paul Dessart 1975. Cyoceraphron africanus ingår i släktet Cyoceraphron och familjen pysslingsteklar. Inga underarter finns listade i Catalogue of Life.